# Трістан Фаррон-Магон
Трістан Фаррон-Магон (нар. 26 травня 1987) — колишній ірландський тенісист.
Найвищу одиночну позицію світового рейтингу — 870 місце досяг 2 листопада 2009, парну — 501 місце — 1 березня 2010 року.

## Фінали ITF Ф'ючерс

### Парний розряд: 7 (3–4)
| Результат | В-П | Дата     | Турнір                        | Покриття | Партнер             | Суперники                                  | Рахунок                |
| --------- | --- | -------- | ----------------------------- | -------- | ------------------- | ------------------------------------------ | ---------------------- |
| Поразка   | 0–1 | Тра 2008 | Греція F3, Каламата           | Тверде   | Барт Бекс           | Ніл Бамфорд Меттью Іллінґвор               | 3–6, 1–6               |
| Поразка   | 0–2 | Сер 2008 | Фінляндія F1, Vierumäki       | Ґрунт    | Нік Тркуля          | Майт Кюннап Хорді Марсе-Відрі              | 2–6, 4–6               |
| Поразка   | 0–3 | Бер 2009 | Португалія F1, Фару           | Тверде   | Річард Рукельшаузен | Агустін Бохе-Ордонес Ігнасіо Коль Рюдаветс | 3–6, 1–6               |
| Поразка   | 0–4 | Лип 2009 | Велика Британія F8, Філікстоу | Трава    | Андреас Сільєстрем  | Грег Джонс Роберт Смітс                    | 2–6, 4–6               |
| Перемога  | 1–4 | Лип 2009 | Велика Британія F9, Фрінтон   | Трава    | Колін О'Браєн       | Ніл Поффлі Маркус Вілліс                   | 6–7(5), 7–6(3), [10–6] |
| Перемога  | 2–4 | Сер 2009 | Латвія F1, Юрмала             | Ґрунт    | Томас Кроманн       | Артурс Казієвс Мікеліс Лібієтіс            | 6–4, 6–2               |
| Перемога  | 3–4 | Сер 2009 | Фінляндія F1, Vierumäki       | Ґрунт    | Андреас Сільєстрем  | Юго Паукку Патрік Русенгольм               | 6–3, 6–3               |